# Wamesit (indijansko selo)
Wamesit, glavno selo Wamesit Indijanaca, porodica algonquian, koje se nalazilo blizu današnjeg Lowella u Massachusettsu. Wamesit je bio mjesto okupljanja saveznih plemena Pennacooka tijekom ribarske sezone. danas je to i ime jednog sela blizu Lovella. 
Rani autori nazivali su ga i Pautuket i Pawtucket (Eliot, 1651), Pawtukett (Gookin, cc. 1674), Wagmesset, Wamasit (Salisbury, 1678), Wammeset, Wamesut, Waymessick